# 褐色細胞腫
褐色細胞腫（かっしょくさいぼうしゅ、Pheochromocytoma）は、腫瘍組織型の1つで、副腎髄質や傍神経節から発生するカテコールアミン産生腫瘍。統計的理由から俗に「10%病」とも言い、症状から俗に「5H病」とも言う。副腎外の傍神経節から発生した腫瘍を傍神経節腫、またはパラガングリオーマ (英語版)と呼ぶことがある。

## 定義（概念）
副腎髄質や傍神経節に発生するカテコールアミン産生腫瘍である。クロム親和性細胞から発生する。良性と悪性が存在し良性の予後は良好だが、悪性の早期診断法と有効な治療法の確立が必要な難治性疾患である。副腎を摘出しても、副腎外で何度も再発することがある。二次性高血圧の1つ。

## 病態
腫瘍細胞でカテコールアミンが産生され、過剰になることで各種症状が発症する。

## 原因
家族内発症では、RET癌遺伝子やVHL癌抑制遺伝子に突然変異が見られるものがある。孤発性の褐色細胞腫においても最近遺伝子異常（RET,VHL,SDH,etc）が報告されている。特に悪性褐色細胞腫においては、高率にSDHB遺伝子の変異が認められる。それ以外の症例は原因不明である。

## 統計
- 副腎外発生が約10%
- 両側性発生が約10%
- 悪性腫瘍が約10%
- 家族内発生が約10%
- 小児発生が約10%

## 症状
- 高血圧 (Hypertension)
- 高血糖 (Hyperglycemia)
- 代謝亢進 (Hypermetabolism)
- 頭痛 (Headache)
- 発汗過多 (Hyperhydrosis)
などがある。頭文字を取って俗に5H病とも言う。また、高血圧、高血糖、代謝亢進の3つの症状を、Howardの3徴ともいう。
- 差し迫った死の恐怖を感じ急激な精神的変調をきたすなど精神症状がでることもある。
- 他に突発的な動悸や吐き気などがある。パニック障害様の症状がでることもある。

## 検査

### 血液検査
- ノルアドレナリン、アドレナリン
高カテコールアミン血症の検査

### 尿一般検査
- アドレナリン、ノルアドレナリン
血中カテコールアミンから漏れ出した尿中濃度高値の証明
- メタネフリン、ノルメタネフリン、バニリルマンデル酸(VMA)
メタネフリンはアドレナリンの代謝産物であり、ノルメタネフリンはノルアドレナリンの代謝産物であり、バニリルマンデル酸はメタネフリンやノルメタネフリンの代謝産物である。

### 機能検査
- クロニジン試験
クロニジン試験とは、α2受容体刺激薬クロニジンを投与してノルアドレナリン分泌を抑制する試験。
  - 目的
本態性高血圧と本症を鑑別する事。
  - 原理
正常であれば、α2受容体は末梢交感神経を抑制してカテコールアミンの分泌を抑制する。従って、クロニジンを投与して強制的にα受容体を刺激すれば、正常であれば血中カテコールアミンは低下する。
  - 方法
クロニジンの投与前と投与後180分の血中カテコールアミンの濃度を測定、比較する
  - 判定

| カテコールアミン | 判定         |
| ---------------- | ------------ |
| 低下していない   | 本症         |
| 低下している     | 本態性高血圧 |

### 部位検査
- CT/MRI: 比較的大きな腫瘍であることが多い。MRIのT2強調画像にて高信号を呈するのが特徴的。内部は均一のこともあるが、出血や壊死により不均一であることが多い。
- 131I-metaiodobenzylguanidineシンチグラフィ（131I-MIBGシンチグラフィ）
131I-MIBGシンチグラフィ（よーどひゃくさんじゅういちえむあいびーじーしんちぐらふぃ）とは、131Iで放射線標識したMIBGを用いたシンチグラフィ。I-123に比べ分解能が低く、SPECTも撮れないため、心臓病名で123I-MIBGシンチグラフィ（腹部SPECTも）を撮る方が勧められる（I-131での転移リンパ節見落とし例あり）
  - 目的
副腎外原発巣や転移巣の場所を調べること。
  - 原理
アドレナリンを分泌する本腫瘍細胞は、アドレナリンの原料としてノルアドレナリンを取り込んでいる。そこでノルアドレナリンと分子構造が似ているMIBGを投与すると、MIBGが本腫瘍細胞に取り込まれて蓄積する。
  - 方法
甲状腺に131Iが集まらないように、検査前数日前からヨードを内服する。
  - 判定
副腎外に陽性 (hot spot) 描出される。
- PET:MIBGで取り込みがなくともPETで陽性となることもある。転移巣の検索に有用。

## 診断
- スクリーニングとしては随時尿中メタネフリン、尿中ノルメタネフリンを測定し、尿中クレアチニンで補正する。正常上限の3倍異常、またはメタネフリンとノルメタネフリンの和が1を超えたら精密検査を行う。
- 尿中バニリルマンデル酸の濃度高値。
- 酸性蓄尿し24時間尿中メタネフリン、ノルメタネフリン、クロニジン試験を行う。

## 治療
- 腫瘍摘出術が第一選択。開腹手術をすることが一般的だが、コントロールが良好で悪性腫瘍の疑いがない場合は腹腔鏡下での摘出も行われる。
  - 術前に十分量のα1遮断薬やβ遮断薬を投与し、血圧コントロールを行う。α1遮断薬を投与して血管拡張させ、不整脈や頻脈が生じたらβ遮断薬を投与する。β遮断薬の単独投与は血圧上昇を招くため禁忌。
  - 術中は血圧や脈拍、血糖をモニターする必要があるほか、循環血液量が減少しているため十分な輸液を行う。高血圧クリーゼを起こした場合はフェントラミンを静注する。
  - 術後はカテコールアミンの分泌量が急激に低下するために急激に低血圧になることがある。そのときはノルアドレナリンやドーパミンを投与して是正する。
- 悪性褐色細胞腫の場合は、転移があり根治手術は望めない。手術により出来るだけ腫瘍を取り除き、抗癌薬による化学療法、動脈塞栓療法、放射線療法（MIBG内照射療法）などにより、高カテコールアミン血症の抑制をめざす。
- カテコールアミン生成阻害薬、メチロシン（英語版）(Demser)の投与もある。日本では長く未承認薬[2]であり、小野薬品が研究、開発を進めていたが[3][4]、2019年に同社から「デムサーカプセル250㎎」として承認された[5]。

## 予後
早期診断早期治療がなされれば根治が見込める。治療が遅れると悪性高血圧を呈し、各種合併症が生じる可能性がある。

## 診療科
- 内分泌内科